# Жълтогръд кълвач
Dendrocopos macei е вид птица от семейство Picidae.

## Разпространение
Видът е разпространен в Бангладеш, Бутан, Индия, Мианмар, Непал и Пакистан.